# Canalis condylaris

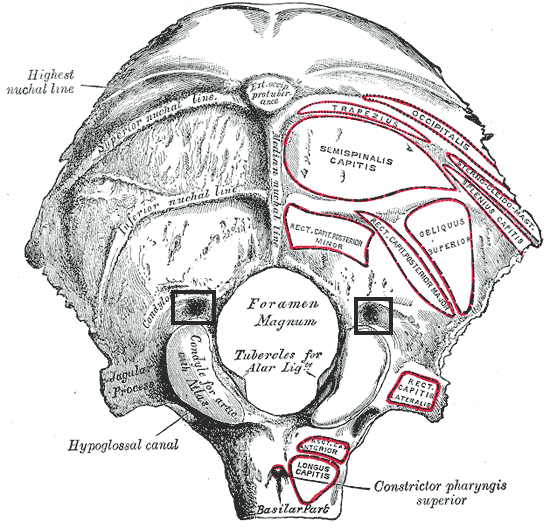
A nyakszirtcsont (a két fekete négyzet jelöli a járatokat)

A canalis condylaris egy járat a koponya (cranium) fossa condylaris részében, ami a nyakszirtcsont (os occipitale) pars lateralis részénél a condylus occipitalis mögött található. A vena emissaria occipitalis megy keresztül rajta, mely a sinus transversus-ból jön. (nem mindig van jelen ez a képlet)